# Boston (Texas)
Pour les articles homonymes, voir Boston (homonymie).
La communauté non incorporée de Boston, plus connue sous le nom dʼOld Boston, est le siège du comté de Bowie, dans l’État du Texas, aux États-Unis. Boston n’est pas incorporée. Sa population s’élevait à 200 habitants lors du recensement de 2000.

## Histoire
Avant 1890, le siège du comté était la ville de Texarkana. En 1986 un palais de justice a été construit à New Boston mais Boston est restée le siège du comté.

## Source
- (en) Cet article est partiellement ou en totalité issu de l’article de Wikipédia en anglais intitulé « Boston, Texas » (voir la liste des auteurs).

1. ↑  (en) Cecil Harper, Jr., « Boston, TX », sur tshaonline.org, 12 juin 2010 (consulté le 1er décembre 2017).